# Chabuata albiguttalis
Chabuata albiguttalis är en fjärilsart som beskrevs av Walker 1865. Chabuata albiguttalis ingår i släktet Chabuata och familjen nattflyn. Inga underarter finns listade i Catalogue of Life.